# Prisma (álbum)
Prisma es el cuarto y último álbum de la banda mexicana de pop-rock Motel. Con un estilo más electro-pop el disco llega a ser más movido que sus discos predecesores.

## Lista de canciones
1. Quédate
2. Sueño De Ti (Feat. Belinda & Milkman)
3. Confusión
4. Esferas
5. Puente
6. Siempre Tú
7. Para Mí
8. Invisible (Feat. Gil Cerezo & Carlos Chairez)
9. Como Ayer
10. Precipicio
11. Donde No Hay Secretos (Feat. Orpheo Mccord)

- Datos: Q47495536